# Чиковані Михайло Ясонович
Миха́йло Ясо́нович Чикова́ні (рос. Михаил Ясонович Чиковани) або Михеїл Чикова́ні (груз. მიხეილ ჩიქოვანი; *25 березня 1909, с. Лечхумі — †24 жовтня 1983, м. Тбілісі, Грузинська РСР, СРСР) — грузинський радянський вчений, фольклорист і літературознавець, заслужений діяч науки Грузії (1961). 

## З біографії
Народився 25 березня 1909 року в селі Лечхумі.
Михайло Чиковані закінчив Тбіліський університет (1932).
У 1945 році став доктором філологічних наук.
Помер у столиці Грузинської РСР місті Тбілісі 24 жовтня 1983 року.

## З творчості
Михайло Чиковані — відомий, перш за все, публікаціями грузинського фольклору та епосу, а також дослідженнями цієї тематики. Так, у 1947 році він опублікував дослідження грузинського героїчного епосу «Прикутий Амірані» (російський переклад: «Народный грузинский эпос о прикованном Амирани», М., 1966.). 
У своїй науковій діяльності вчений розробляв теоретичну проблематику народнопоетичної творчості грузин, а також її порівняльний аналіз з міфотворчістю народів світу. Так, у 1971 році М. Я. Чиковані опублікував дослідження «Питання грецької і грузинської міфології». 
М. Я. Чиковані — також автор підручників для вищої школи.
Збірки грузинських народних сказань, казок, притч, гумору, упорядковані Михеїлом Чиковані, перекладені на багато іноземних мов.